# フランス領バスク

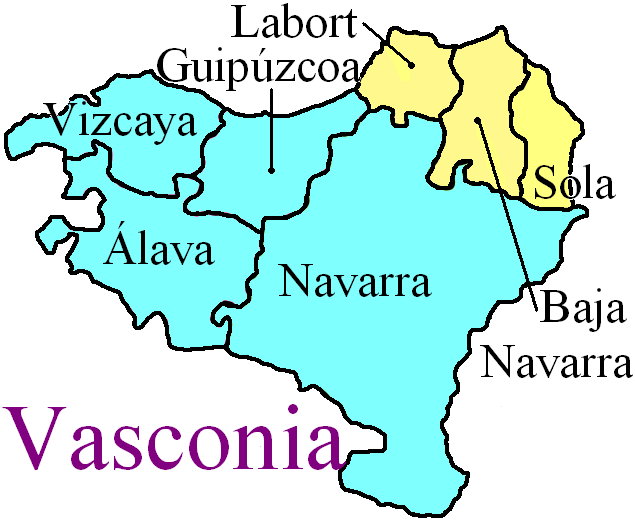
黄色い部分がフランス領バスク。水色の部分はスペイン領

バスク地方の位置

フランス領バスクまたはペイ・バスク・フランセ（バスク語:Ipar Euskal Herria、フランス語: Pays basque français、スペイン語: País Vasco francés）は、現在はフランスのピレネー＝アトランティック県に含まれる、かつてのバスク地方の北東部を指す名称。北バスク（Pays basque nord、バスク語: Ipar Euskal Herria）とも呼ばれる。フランス領バスクは自然区分での名称で、歴史的・文化的な地方名であるが、そのものが行政体とはなっていない。
この記事では、フランス語の地名表記を優先する。

## 地理

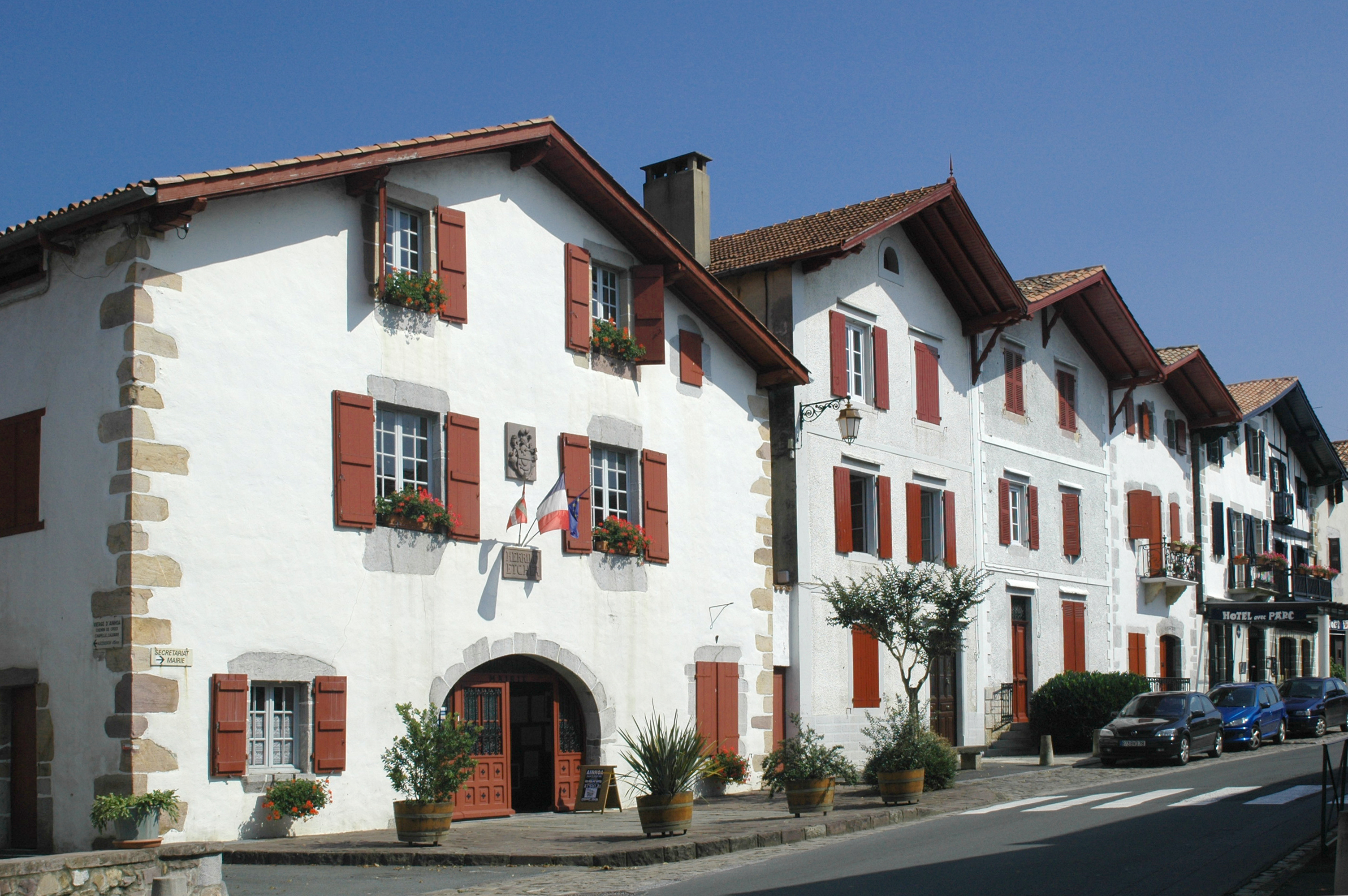
ラブール地方、アイノアの町並み

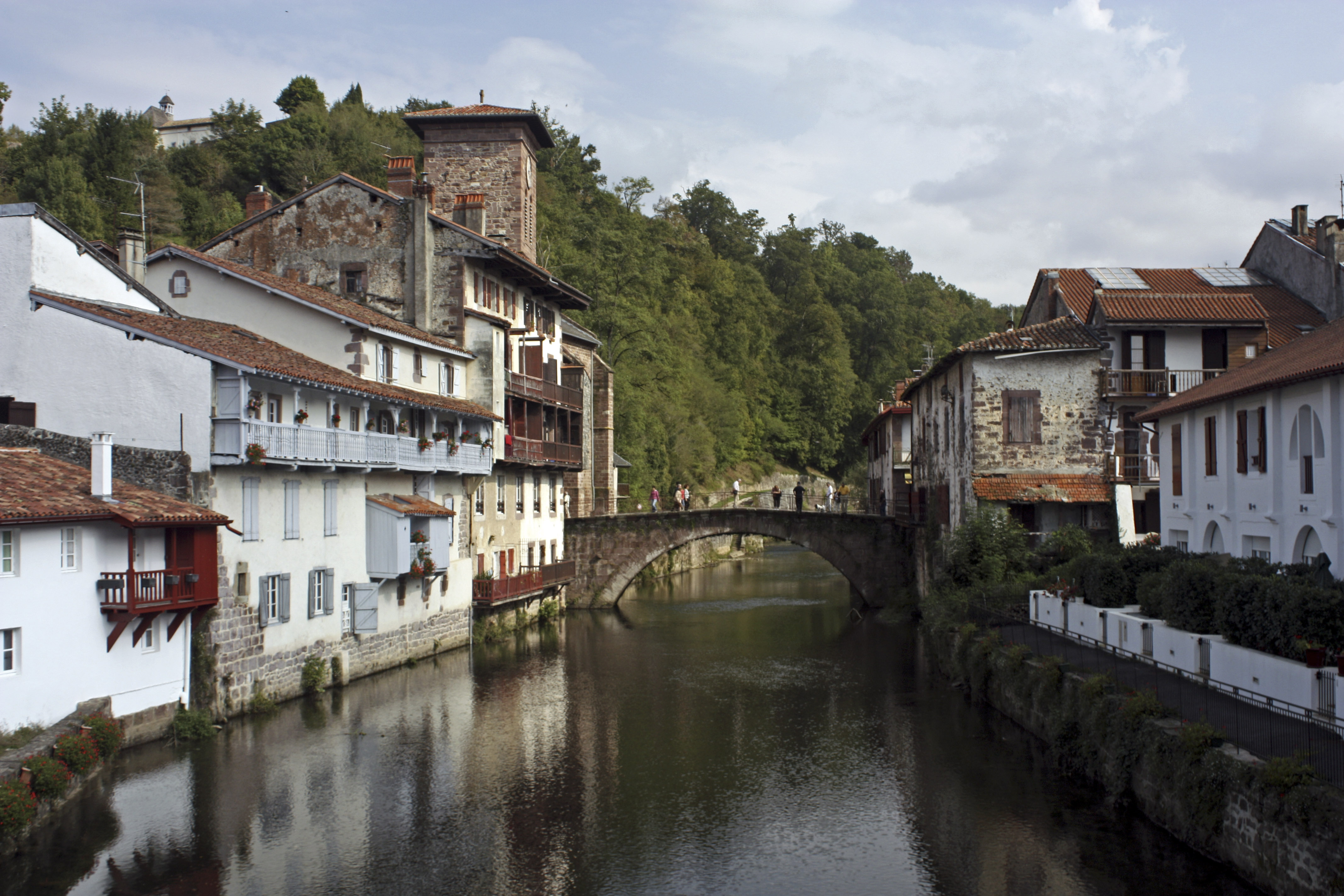
バス＝ナヴァール地方、サン＝ジャン＝ピエ＝ド＝ポル

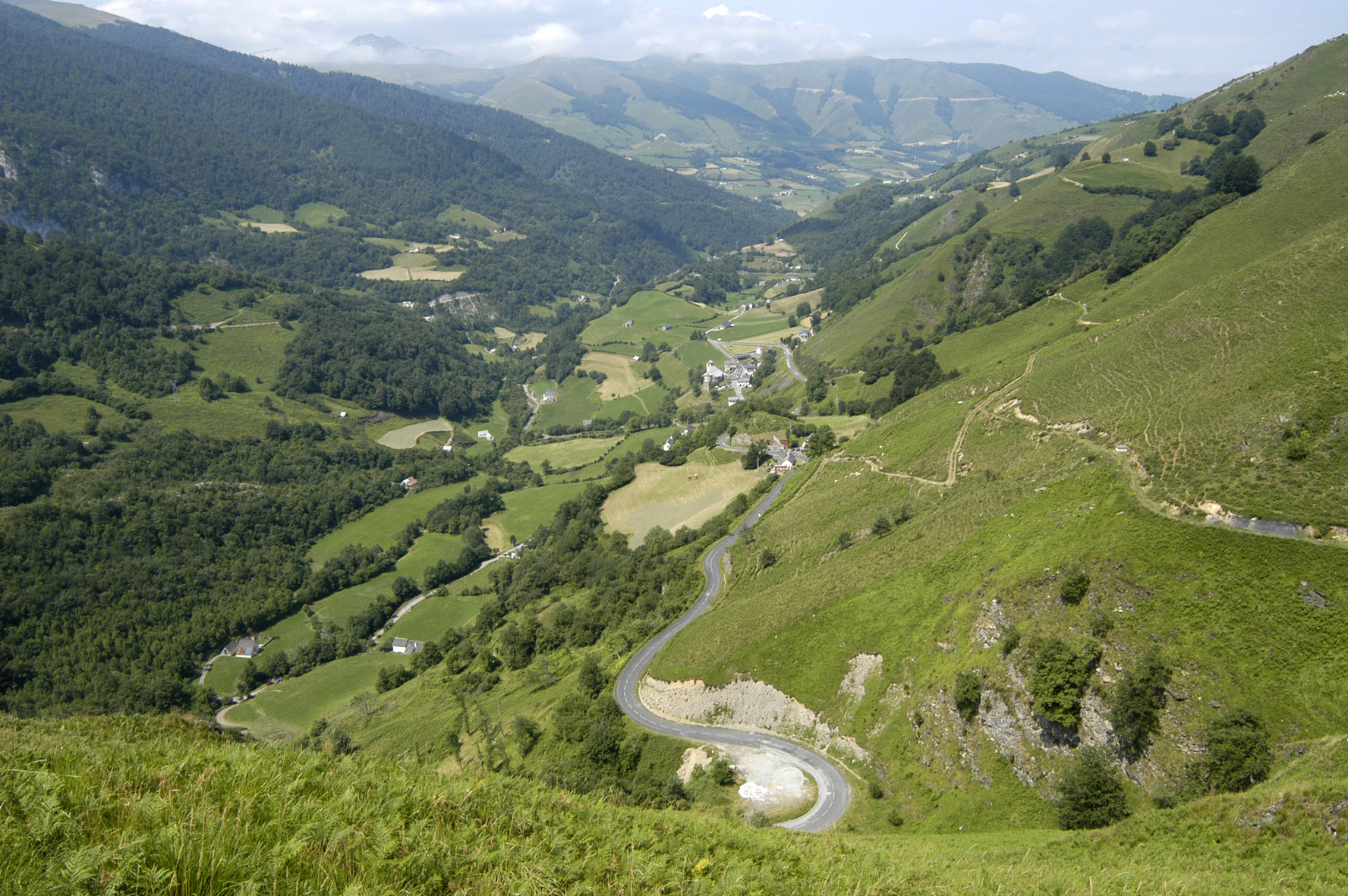
スール地方、サンタングラース

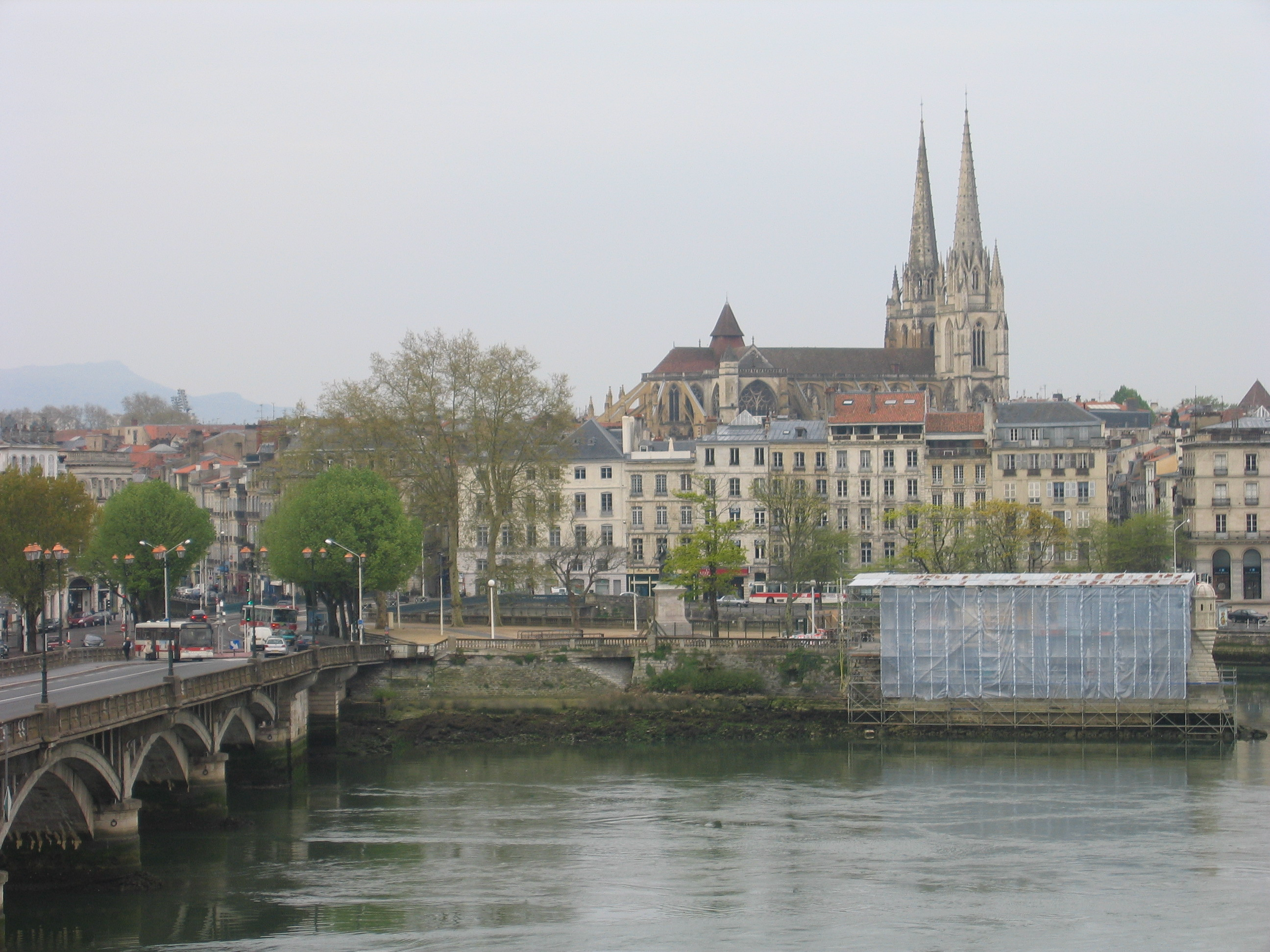
フランス領バスク最大の都市バイヨンヌ

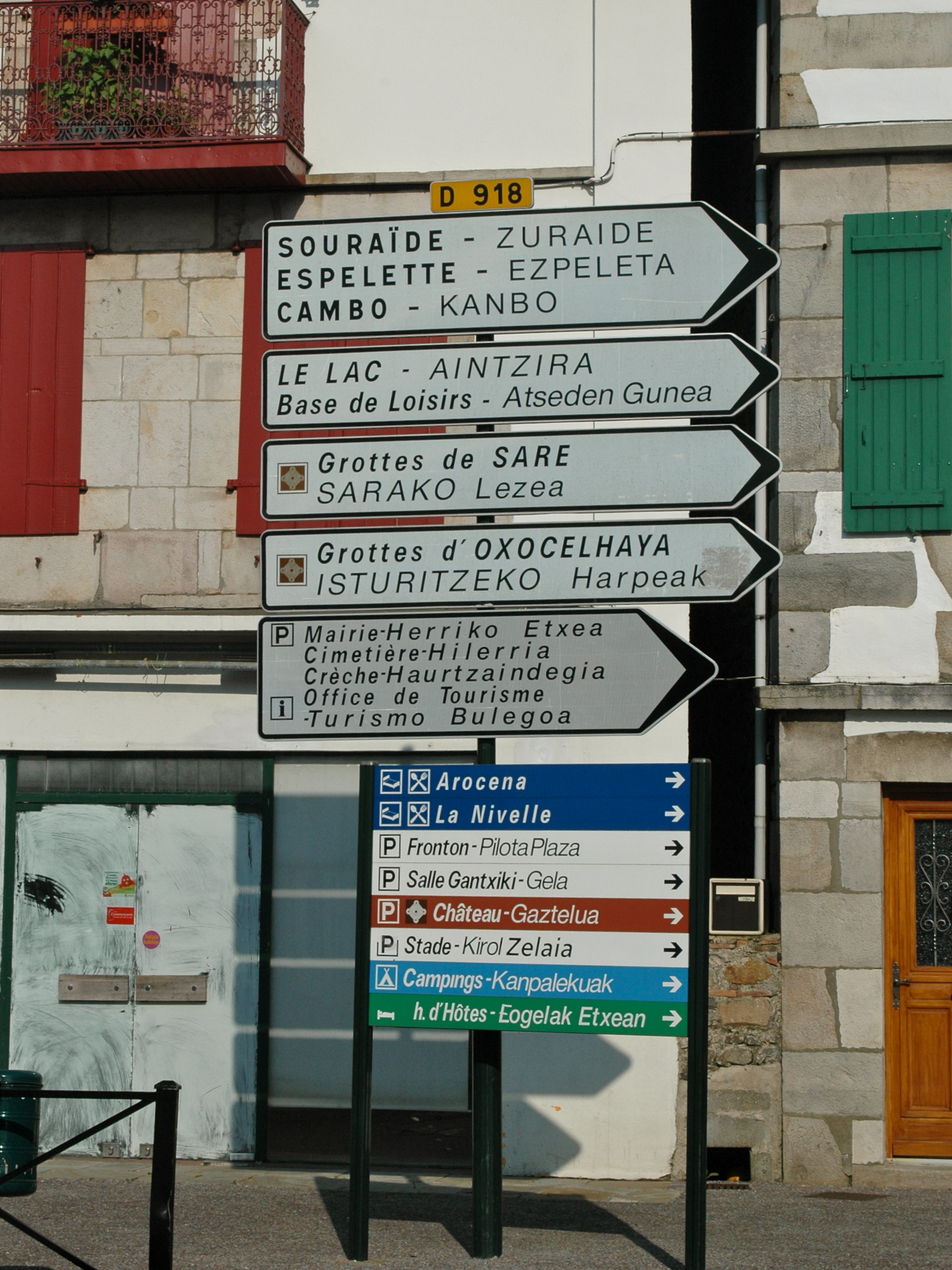
サン＝ペー＝シュル＝ニヴェルにある、バスク語とフランス語の二言語標識

北はランド県、西はビスカヤ湾（ビスケー湾）、南は南バスク（現在のバスク州とナバーラ州の一部）、東はベアルンと接している。代表的な都市はバイヨンヌとビアリッツである。フランス国内の他地方や、バスク自治州のビスカヤ県・ギプスコア県のように産業化が進んでおらず、美しい砂浜や素朴な農村部が残り、人気のある観光地となっている。
多くの場合、フランス領バスクは3つの地方に分類される。
- ラブール（バスク語でラプルディ）
- バス＝ナヴァール（低ナヴァール。バスク語でナファロア・ベヘラ）
- スール（バスク語でスベロア）

時には以下の地方に分類される。
- コート・バスク　-　バイヨンヌからアンダイエにかけての海岸地方。バスク語話者の比率が低い。
- バスクの山岳地方　-　山がちで平地が少なく、ヒツジやウシの放牧が主産業となっている、人口の希薄な地域。バスク語話者の比率が高く、バスク語とフランス語の二言語話者が約61％である[1]。

## 言語
フランス領バスク全体では、公用語であるフランス語が話される。同時に地方言語であるバスク語も話されている。フランス領バスクの北部及び北西部ではオック語の一つガスコーニュ語も話されるため、オクシタニア人からはガスコーニュの一部とみなされている。ビスケー湾沿岸の都市部ではフランス語話者が優勢で、バスク語話者は人口の1割程度である。逆に内陸部ではバスク語を人口の大部分が第一言語としている。
ローマ時代以前より話されているバスク語は、フランスでは公用語とされていない。しかし初等教育で学ぶことができ、地方内の各種機関で第二言語と位置づけられている。言語学者コルド・スアソによれば、フランス領バスクではバスク語の2方言が話されている。ラバルダン方言とスールタン方言である。

## 歴史
フランス領バスクの大部分は、現在のガスコーニュ地方の歴史とほとんど違いがない。ガイウス・ユリウス・カエサルがガリアを征服した時、彼はガロンヌ川の西部や南部にアクイタニ族（en）として知られる人々が定住しているのを発見した。アクイタニ族は現在のバスク人の祖先とみなされている。ローマ時代初期、この地域はアクイタニアの名で知られ、後にはロワール川まで拡大したアクイタニアはノヴェムポプラニア（en）またはアクイタニア・テルティア（Aquitania Tertia）と呼ばれた。
4世紀後半から5世紀にかけ、ローマの封建制度に反発したヴァスコン人（バスク人の祖先とされる）が反乱を起こすと、一帯はすぐにワスコニアエ公国（ヴァスコニア公国とも。のちガスコーニュ公国へ発展）として独立し、9世紀初頭にはヴァスコニア伯領が分離した。この時代に、ヴァスコン人たちはフランク王国とのロンセスバージェスの戦いに加わっている。
848年、858年の2度フランク王国と戦ったサンチョ2世サンチェスは、ガスコーニュ公となった。この地域のキリスト教化は遅く不安定であった。9世紀よりサンティアゴの巡礼路を辿る巡礼が盛んになったことで、キリスト教会の制度と組織は確固たるものとなった。サンティアゴの巡礼路の主要道はこの地方を通っており、町や道の発展に多大に貢献した。
ピレネー山脈の数あまたある谷で生じた小さな政治的集団が、後にラブールやバス＝ナヴァールの小さなカウンティへと成長していった。1020年、ガスコーニュは、バス＝ナヴァールを含むラブールの支配権をナバーラ王サンチョ3世へ譲渡した。彼は1023年にバス＝ナヴァールを子爵領とし、首都をバイヨンヌに置いた。1193年までバス＝ナヴァールはナバーラ王国の封土であった。所有者のいない土地や森、水域はナバラ王の所有で、貴族でも平民でも誰もが使用する権利を持っていた。貴族は王の所領では封建法も司法権も行使しなかった。この地域はプランタジネット家のアキテーヌ公との係争地となり、1191年、ナバラ王サンチョ6世とアキテーヌ公リシャール（イングランド王リチャード獅子心王）との間で子爵領が分割され、バス＝ナヴァールはナバーラ領、ラブールはアキテーヌ公領とされた。
1215年、バイヨンヌはラブール地方から分離され、独自の議会が治める自治都市となった。替わってウスタリッツが12世紀末からフランス革命までラブール地方の首都となった。バイヨンヌは19世紀まで地域経済の中心地であり続けた。
その間、スールはナバーラ王国の後押しを受けて独立した子爵領となっていた（事実上プランタジネット家に従属していたベアルン伯が、スールに干渉しようとしていたため）。
百年戦争終結後、ラブールとスールはフランス王国へ併合された。
1512年から1521年にかけ、カスティーリャ王国がオート＝ナヴァール（高ナヴァール）へ侵攻した後、ナバーラ王国の北辺、ピレネー山脈地域は依然として独立を守り、ユグノー戦争中においてはユグノーの牙城となっていた。この時代に初めて、聖書がバスク語に翻訳された。ナバーラ王エンリケ3世がフランス王アンリ4世となっても、ナバーラは事実上1610年までフランス王国とは別の独立国家のままであった。
大幅な自治を謳歌していたフランス領バスクは、フランス革命によって急に弾圧され、フランス各地と同じように県が新設され、ガスコーニュとバスクとで構成されるバス＝ピレネー県（のちピレネー＝アトランティック県に改名）となった。この後150年間にわたり、アメリカ大陸へのフランス人の移民が始まった。1857年から1877年までのフランス人の海外移住は約31万人であったが、そのうち31,000人がバス＝ピレネー出身者であった。彼らはアルゼンチン、ウルグアイ、パラグアイ、チリへと移住していった。19世紀半ば以降は、ゴールドラッシュの起きたカリフォルニアへと移住先が変わった。
1857年、鉄道がバイヨンヌまで敷かれた。1864年にはアンダイエまで敷かれた。皇帝ナポレオン3世と皇后ウジェニー・ド・モンティジョがビアリッツで休暇を楽しんだことから、フランス領バスクに観光ブームが起きた。第一次世界大戦後、フランスのナショナリズムがこの地方で強まった。

## 政治
バスク民族主義者たちの目的は、2つに分かれたかつてのバスクを統合し独立を目指すバタスナや、バスク人の未来をバスク人が決める権利を求めるその他の民族主義政党とに分かれている。
1960年代よりバスク民族主義運動がピレネー＝アトランティック県内で盛んになった。県内で最大のバスク民族主義政党、Abertzaleen Batasuna（fr）は、ピレネー＝アトランティック県を2つに分割し、バスク県（département basque）とベアルン県にすべきと主張している。EAJ-PNBまたはIBB（バスク民族主義党のフランス領バスク支部政党）、バスク連帯党（略称EA）、バタスナは、スペイン領バスクと比較すると規模は小さく、象徴的な存在となっている。これらの政党は歴史的に地方選挙の得票15％未満である。
1980年代から1990年代まで、Iparretarrak（en）という民兵組織がバスク独立を求めて活発な活動をしていたが、この10年間は活動が停滞している。

## 参照
1. ↑  Tercera Encuesta Sociolingüística de Euskal Herria (2001). Détails de l'enquête sur www.eustat.es (en espagnol)
2. ↑  Euskalgintza IV
3. ↑  Baja Navarra y Zuberoa (La Historia y los Vascos - Vascon.Galeon.com)
4. ↑  Revendication soutenue par la majorité des maires des communes du Pays Basque français. http://www.maire-info.com/article.asp?param=6264&PARAM2=PLUS